# 福符
福符是中國道教舉行法會時所懸掛張貼的彩紙，在法會時張貼的福符又稱為「飛聯」，福符最早是引用佛幡造型為基礎、再舉行法會時會書寫祈福項目或讚語、有祈福的用意，相信懸掛福符能招祥、也有喜慶的味道；使用時機有神佛壽誕，開光，安座，迎神，普度，結婚和喪禮。
一般福符由符身、符腳、三供符（花瓶符）、及對聯所組成、在台灣、福建（包含金門地區），符腳剪紙是一項獨特藝術，通常由四字讚語組成。法會全銜數量不一定，多為一次性，在法會祈福後焚化。

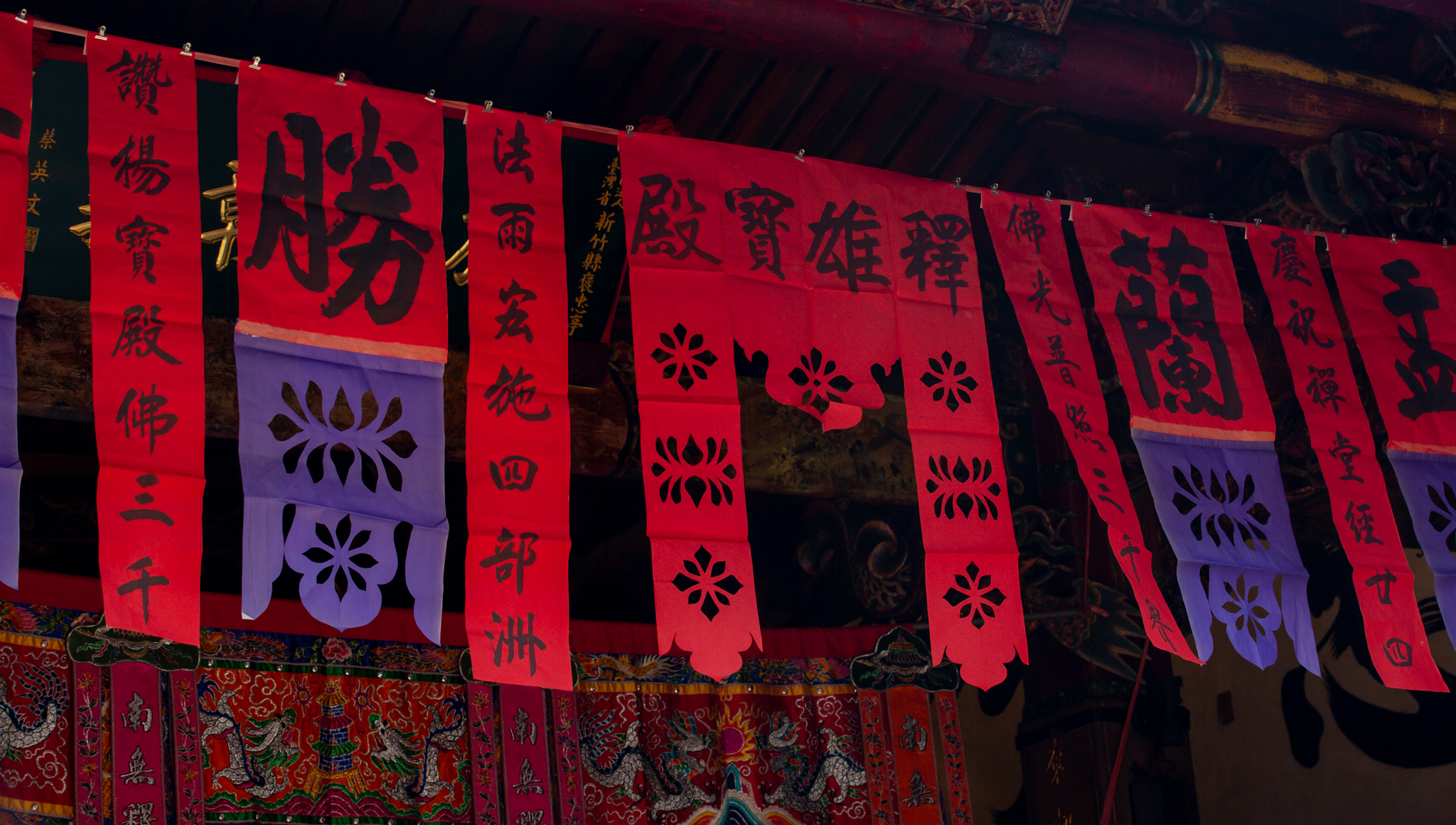
盂蘭盆會所懸掛福符